# Evan Mosey
Evan Mosey (* 17. März 1989 in Downers Grove, Illinois) ist ein britisch-US-amerikanischer Eishockeyspieler, der seit 2021 bei den Sheffield Steelers in der Elite Ice Hockey League unter Vertrag steht.

## Karriere
Evan Mosey, der aus einer Ortschaft im Umfeld von Chicago stammt, begann seine Karriere als Eishockeyspieler bei den bei Chicago Force in der CSHL, einer örtlichen Nachwuchsliga. Nach Stationen bei Chicago Mission und Tulsa Rampage spielte er 2008/09 für Wenatchee Wild in der North American Hockey League. Während seines Studiums an der Minnesota State University, Mankato stand er von 2009 bis 2013 für deren Team, die Minnesota Mavericks in der Western Collegiate Hockey Association der National Collegiate Athletic Association, auf dem Eis. Dabei wurde er 2011, 2012 und 2013 in das All-Academic-Team der WCHA gewählt. Anschließend zog es ihn nach Europa, wo er zunächst für die Belgier von HYC Herentals in der niederländischen Ehrendivision auflief. Von 2014 bis 2016 spielte er für die Nottingham Panthers in der britischen Elite Ice Hockey League und konnte mit dem Klub 2016 die Playoffs und den Challenge Cup der EIHL gewinnen. Nach diesem Erfolg kehrte er in die Vereinigten Staaten zurück und unterzeichnete einen Vertrag beim AHL-Club Rockford IceHogs. Er wird aber auch von deren Farmteam Indy Fuel in der ECHL eingesetzt. Er blieb jedoch nur ein Jahr in den USA, bevor er 2017 nach Nottingham zurückkehrte. In der Spielzeit 2018/19 spielte er zunächst für den Herning Blue Fox in der dänischen Metal Ligaen, wechselte aer bereits im November 2018 zu den Cardiff Devils, mit denen er 2019 EIHL-Playoff-Champion wurde. 2020 zog es ihn zum Gap Hockey Club in die französische Ligue Magnus, bevor er im Januar 2021 zum EHC Freiburg in die DEL2 wechselte, wo er die Saison beendete. Anschließend kehrte er in die Elite Ice Hockey League zurück und schloss sich den Sheffield Steelers an.

### International
Mosey, der sowohl die britische als auch die US-amerikanische Staatsbürgerschaft besitzt, spielte erstmals bei der Weltmeisterschaft 2016 für Großbritannien in der Division I. Auch 2017 spielte er dort und erreichte die beste Plus/Minus-Bilanz des Turniers. Zudem war er 2017 gemeinsam mit seinen Landsleuten Colin Shields und Robert Dowd sowie dem Kroaten Borna Rendulić zweitbester Scorer hinter dem Japaner Daisuke Obara. Bei der Weltmeisterschaft 2019 gehörte er zu der britischen Mannschaft, die erstmals seit 25 Jahren in der erstklassigen Top-Division spielte. Dort spielte er auch bei der Weltmeisterschaft 2022, als die Klasse allerdings nicht gehalten werden konnte. So spielte er 2023 wieder in der Division I und erreichte mit den Briten den sofortigen Wiederaufstieg.

## Erfolge und Auszeichnungen
- 2011 All-Academic-Team der Western Collegiate Hockey Association
- 2012 All-Academic-Team der Western Collegiate Hockey Association
- 2013 All-Academic-Team der Western Collegiate Hockey Association
- 2016 Playoff- und Challenge-Cup-Sieger der Elite Ice Hockey League mit den Nottingham Panthers
- 2017 Aufstieg in die Division I, Gruppe A, bei der Weltmeisterschaft der Division I, Gruppe B
- 2017 Beste Plus/Minus-Bilanz bei der Weltmeisterschaft der Division I, Gruppe B
- 2019 Playoff-Sieger der Elite Ice Hockey League mit den Cardiff Devils
- 2023 Aufstieg in die Top-Division bei der Weltmeisterschaft der Division I, Gruppe A

## Statistik
(Stand: Ende der Saison 2022/23)